# Yutaka Takahashi
Yutaka Takahashi (高橋 泰 Takahashi Yutaka?, nacido el 29 de septiembre de 1980 en Tokio) es un exfutbolista japonés. Jugaba de delantero y su último club fue el Kamatamare Sanuki de Japón.

## Trayectoria

### Clubes
| Club                | País  | Año         |
| ------------------- | ----- | ----------- |
| Sanfrecce Hiroshima | Japón | 1999 - 2003 |
| Omiya Ardija        | Japón | 2004        |
| JEF United Chiba    | Japón | 2005        |
| Roasso Kumamoto     | Japón | 2006 - 2008 |
| Avispa Fukuoka      | Japón | 2009 - 2012 |
| Ehime FC            | Japón | 2013        |
| Kamatamare Sanuki   | Japón | 2013 - 2015 |

## Estadística de carrera

### J. League
| Club                | Año   | J. League | J. League | Copa J. League | Copa J. League | Total | Total |
| Club                | Año   | Part.     | Goles     | Part.          | Goles          | Part. | Goles |
| ------------------- | ----- | --------- | --------- | -------------- | -------------- | ----- | ----- |
| Sanfrecce Hiroshima | 1999  | 24        | 6         | 3              | 1              | 27    | 7     |
| Sanfrecce Hiroshima | 2000  | 12        | 0         | 2              | 0              | 14    | 0     |
| Sanfrecce Hiroshima | 2001  | 24        | 5         | 6              | 2              | 30    | 7     |
| Sanfrecce Hiroshima | 2002  | 15        | 1         | 5              | 2              | 20    | 3     |
| Sanfrecce Hiroshima | 2003  | 21        | 8         | -              | -              | 21    | 8     |
| Omiya Ardija        | 2004  | 20        | 2         | -              | -              | 20    | 2     |
| JEF United Chiba    | 2005  | 1         | 0         | 3              | 0              | 4     | 0     |
| Roasso Kumamoto     | 2008  | 42        | 19        | -              | -              | 42    | 19    |
| Avispa Fukuoka      | 2009  | 44        | 8         | -              | -              | 44    | 8     |
| Avispa Fukuoka      | 2010  | 22        | 4         | -              | -              | 22    | 4     |
| Avispa Fukuoka      | 2011  | 21        | 2         | 1              | 0              | 22    | 2     |
| Avispa Fukuoka      | 2012  | 31        | 3         | -              | -              | 31    | 3     |
| Ehime FC            | 2013  | 9         | 0         | -              | -              | 9     | 0     |
| Kamatamare Sanuki   | 2014  | 29        | 4         | -              | -              | 29    | 4     |
| Kamatamare Sanuki   | 2015  | 10        | 1         | -              | -              | 10    | 1     |
| Total               | Total | 325       | 63        | 20             | 5              | 345   | 68    |

## Palmarés

### Títulos nacionales
| Título         | Club             | País  | Año  |
| -------------- | ---------------- | ----- | ---- |
| Copa J. League | JEF United Chiba | Japón | 2005 |